# Вітелло тоннато

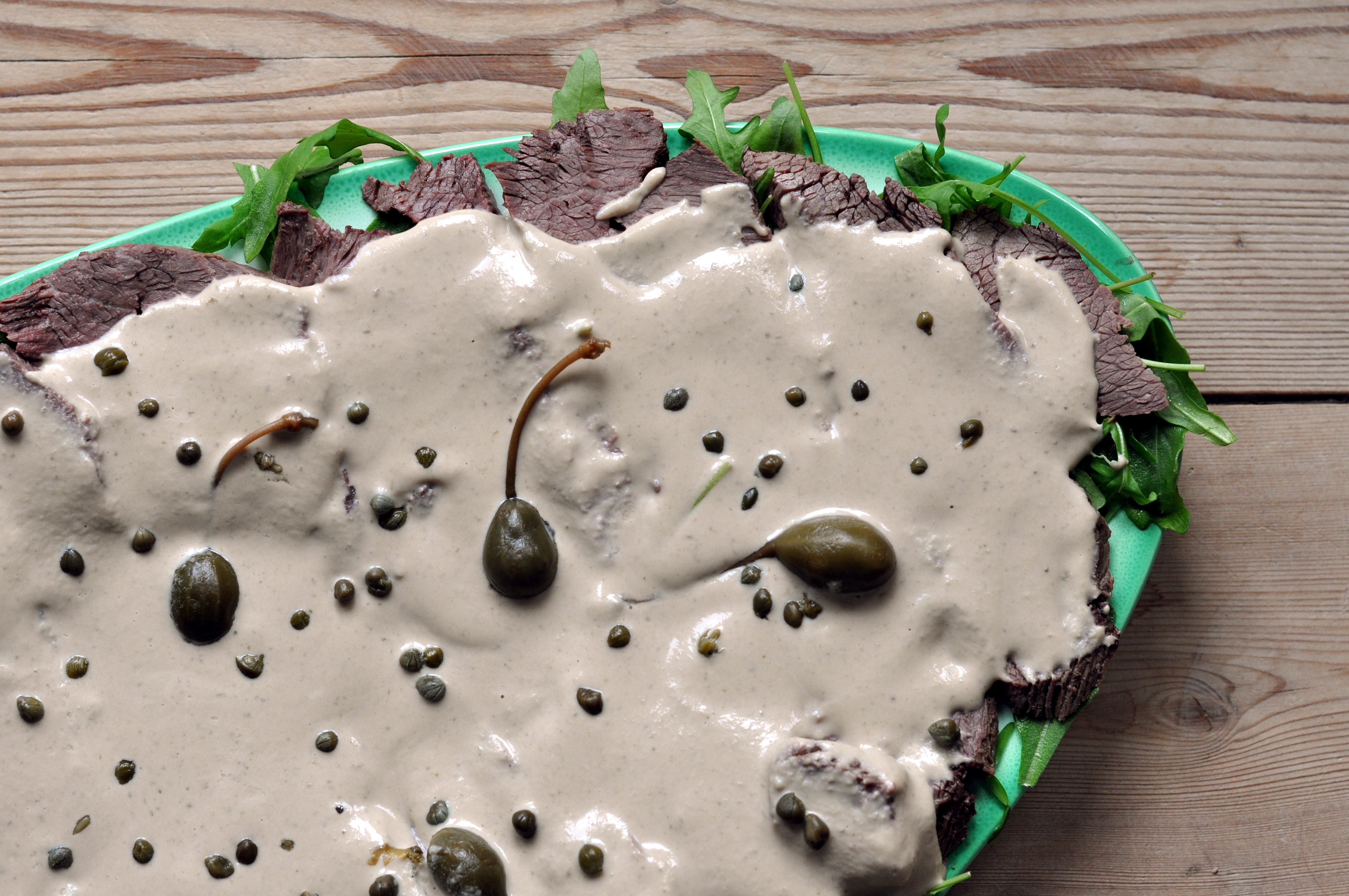

Вітелло тоннато (італ. vitello tonnato) — страва італійської кухні, традиційна для регіону П'ємонт. Вживається як антипасто або основна страва.

## Історія
Вітелло тоннато — це м'ясна страва, яка народилася в П'ємонті у XVIII столітті. Старовинний рецепт суттєво відрізняється від сучасного. Страва готувалася із залишків вареної телятини, в яку для підсилення смаку додавали солоні анчоуси та каперси. У 80-ті роки ХХ сторіччя страва пережила відродження та стала дуже популярною у Італії. У наш час існує кілька рецептів страви, які відрізняються тими чи іншими інгредієнтами, основними компонентами є яловичина та ніжний соус з тунця.

## Приготування
Для вітелло тоннато використовується м'ясо верхньої та зовнішньої частини стегна корови. Його очищують від жиру, натирають сіллю та перцем.  На дно великої каструлі кладуть часник, селеру, моркву, цибулю, додають оливкову олію і варять маринад кілька хвилин. Потім додають м'ясо і підрум'янюють його з усіх боків. Важливо не порушувати цілісність шматка м'яса, для того щоб воно залишалось соковитим. Вливають біле вино і дають йому випаруватися, перевертаючи м'ясо. Додають лаврове листя, гвоздику, сіль, перець горошком та воду, щоб покрити м'ясо. Видаляють піну, що утворюється на поверхні. Коли вода закипить, готують із закритою кришкою близько 40 хвилин. Після приготування м'ясо виймають і дають йому охолонути до кімнатної температури. Потім загортають в алюмінієву фольгу і ставлять в холодильник для відпочинку, краще на всю ніч. 
Соус з тунця може готуватись з різних інгредієнтів (зокрема з майонезом або без нього). Готується подрібненням та перемішуванням у блендері усіх компонентів: консервований тунець, консервовані анчоуси, каперси, майонез, м'ясний бульйон. Після приготування соус на деякий час ставлять у холодильник.

## Подача
Для подачі м'ясо нарізають тонкими скибочками, викладають на блюдо, заливають великою кількістю соусу і ставлять у холодильник ще на півгодини перед подачею. Зверху страву декорують каперсами.